# C-Note (Album)
C-Note ist das dritte Livealbum des US-amerikanischen Musikers Prince, wobei er alle Songs arrangierte, komponierte und produzierte. Er nahm es mit seiner Begleitband The New Power Generation auf und veröffentlichte es am 3. Januar 2003 bei seinem eigenen Musiklabel NPG Records. Das Album war ausschließlich als Download über seiner damalige Website käuflich zu erwerben. Der Albumname setzt sich aus den Anfangsbuchstaben der insgesamt fünf Songs Copenhagen, Nagoya, Osaka, Tokyo und Empty Room zusammen, weswegen C-Note ein Konzeptalbum ist. Alle fünf Songs stammen von Soundchecks, die Prince vor Konzerten seiner One-Nite-Alone-Tour im Oktober und November 2002 absolvierte.
Die Musik zählt zu den Genres Funk, Fusion, Jazz und Rock. Als Gastmusiker wirken Candy Dulfer und Maceo Parker mit. Prince veranstaltete keine nennenswerte Musikpromotion für C-Note und da es in den internationalen Musikcharts nicht geführt wurde, hatte es keine Möglichkeit, Gold- oder Platinstatus zu erreichen.
Das Interesse der Massenmedien an C-Note war im Jahr 2003 sehr gering. Erst nach Prince’ Tod im April 2016 wurde es vereinzelt rezensiert und bekam negative Kritiken, lediglich der Song Empty Room wurde lobend hervorgehoben.

## Entstehung

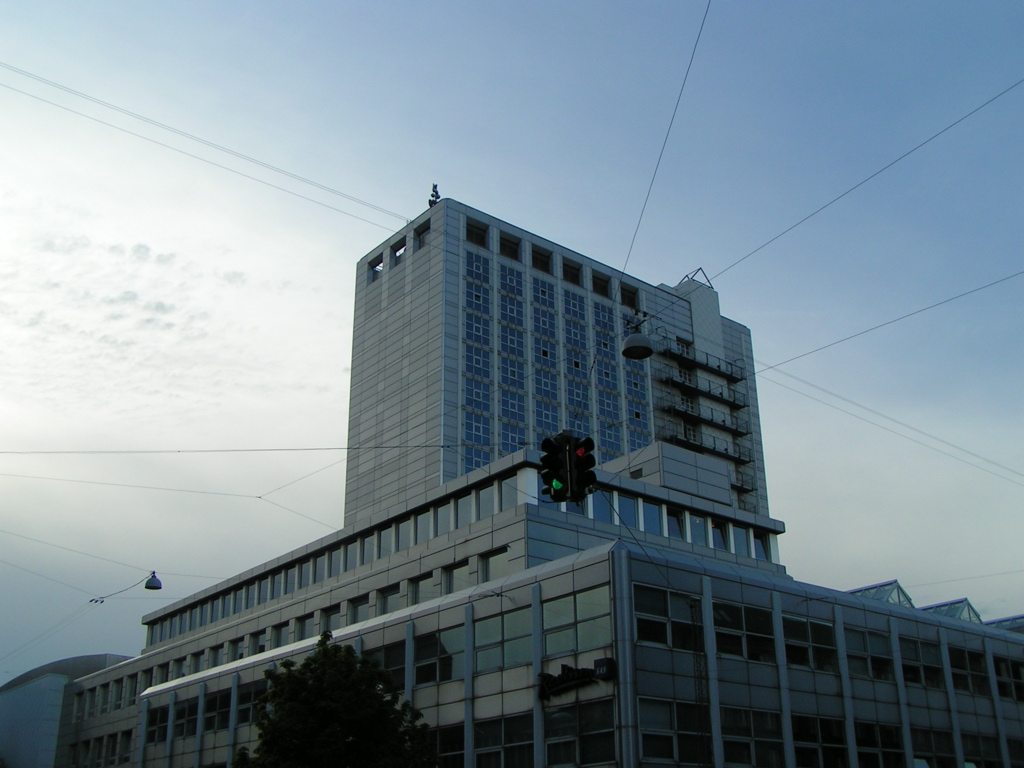
Das Falkoner Center (2005), in dem Prince zwei Songs aufnahm

Bereits am 4. August 1985 nahm Prince den Song Empty Room in einem Tonstudio namens Washington Avenue Warehouse in Eden Prairie in Minnesota auf, nachdem er einen Streit mit seiner damaligen Freundin Susannah Melvoin hatte. An der ursprünglichen Aufnahme waren verschiedene Mitglieder seiner damaligen Begleitband The Revolution beteiligt, was The-Revolution-Schlagzeuger Bobby Z. bestätigte; anlässlich seiner Hochzeit habe er am 3. August 1985 eine „riesige Party“ gegeben, aber als Prince hinzukam, habe dieser die Party unterbrochen. Prince habe nach einem Streit mit Melvoin seine Begleitband gefragt, ob sie mit ihm einen Song aufnehmen wolle. „Wir haben einen Song mit Namen Empty Room aufgenommen und ich glaube, er handelt von Susannah“, meinte Bobby Z. später. Prince’ damalige Toningenieurin Susan Rogers (* 1956) sagte, viele Leute seien darüber verärgert gewesen, dass er sie an diesem Tag arbeiten ließ. Es sei jedem bewusst gewesen, dass er Empty Room auf keinem Album platzieren würde. Deswegen hätte Prince einen Song über Melvoin auch alleine singen und auf Kassette aufnehmen können und diese mit den Worten „Ich liebe dich, goodbye“ vor ihre Haustür legen können. Im Jahr 1992 überarbeitete Prince Empty Room und 1994 produzierte er ein Musikvideo zu dem Song, offiziell veröffentlicht wurden beide Produktionen bis heute (2025) aber nicht.
Im November 2002 brachte Prince sein erstes Livealbum mit Namen One Nite Alone  … Live! heraus, das ein Zusammenschnitt seiner One-Nite-Alone-Tour ist. Vor jedem Hauptkonzert absolvierte er Soundchecks, die bis zu 90 Minuten lang waren. Zugang zu diesen Soundchecks hatten aber nur Personen, die auf seiner damaliger Website NPG Music Club.com als Mitglied registriert waren. Die Website existierte seit Februar 2001 und die Mitgliedschaft kostete anfangs 100 US-Dollar (damals ungefähr 218 DM), wofür man lebenslang registriert war. In den darauffolgenden Jahren reduzierte Prince den Betrag auf jährlich 25 US-Dollar (damals ungefähr 22 Euro), doch im Juli 2006 schloss er die Website.
Die fünf Songs von C-Note stammen von diesen Soundchecks, wobei Prince Copenhagen und Empty Room am 25. Oktober 2002 im Falkoner Center in Kopenhagen einspielte. Das Stück Tokyo nahm er am 18. November in der Sporthalle Nippon Budōkan in Tokio auf, und Osaka am 28. November in der Ōsaka-jō Hall in Osaka. Einen Tag später spielte er Nagoya im Nagoya Kokusai Kaigijō in Nagoya ein.

## AlbumnameC-Note
Prince wählte mit dem Begriff „C-Note“ einen Albumnamen, der mehrdeutig zu verstehen ist; zu einem ist es in der US-Umgangssprache eine Bezeichnung für die Einhundert-US-Dollar-Banknote, weil die Zahl „100“ in der römischen Zahlenschrift als Buchstabe „C“ dargestellt wird. Zum anderen musste für die Mitgliedschaft seiner Website NPG Music Club.com genau 100 US-Dollar bezahlt werden. Außerdem ist „C-Note“ ein Akronym von den Titelnamen der Städte Copenhagen, Nagoya, Osaka, Tokyo und Empty Room, in denen Prince die Stücke aufgenommen hatte.

## Musik und Liedtexte
Die Musik ist aus den Genres Funk, Fusion, Jazz und Rock. Die drei Songs Copenhagen, Nagoya und Osaka sind Instrumentalstücke, Empty Room ist der einzige Track mit Liedtext. Zwar singt Prince in Tokyo mehrfach den Titelnamen, ansonsten ist aber kein weiterer Liedtext vorhanden.
1. Copenhagen
Der Opener ist ein Jazz-angehauchtes improvisiertes Instrumentalstück, basierend auf einem Motiv von funky Keyboard- und E-Bass-Spiel. Der Song beginnt mit Schlagzeugspiel, unterstützt von Saxofon und Scratchen. Klavierspiel von Renato Neto setzt ein, sowie Synthesizer. Nach einem Schlagzeugsolo von John Blackwell kehrt das Saxofon zurück und die Band jammt bis zum Ende des Songs.[1]
2. Nagoya
Das Instrumentalstück basiert auf funky Synthesizer und E-Bass im Zusammenspiel mit einem schnellen Schlagzeug-Beat, wobei das Pattern zuweilen an den Prince-Song Mad Sex vom Album Newpower Soul (1998) erinnert. Die rhythmische Grundlage in Nagoya besteht aus improvisiertem Instrumentalspiel, das auf Gitarre und Posaune basiert.[1]
3. Osaka
Der Instrumetalsong beginnt mit dem Sound von Regen und Donner. Im Vergleich zu Copenhagen, Nagoya und Tokyo ist Osaka von Prince wesentlich ausgefeilter komponiert worden. Das Stück ist eine ruhige und stimmungsvolle Nummer, bei der ein One-Note-Bass die ruhige Musik in regelmäßigen Intervallen unterbricht, ähnlich wie im Prince-Song West von seinem Album N.E.W.S (2003). Im Vordergrund von Osaka ist das Klavierspiel von Renato Neto zu hören. Gegen Ende des Songs spielt Prince ein Gitarrensolo.[7]
4. Tokyo
Das Stück kann dem Genre Easy Listening zugeordnet werden. Es beginnt mit einem Gongschlag, dann setzt Klavierspiel von Renato Neto ein, das von einem Hybrid-Piano zusätzlich begleitet wird. Der Song besteht überwiegend aus Instrumentalmusik, wobei Prince von Anfang bis Ende wiederholt „to-kee-o“ („Tokyo“) singt. Seine Stimme ist dabei durch Pitch-Shifting beschleunigt. Am Ende von Tokyo sind einem Vogelflattern ähnliche Geräusche zu hören sowie ein erneuter Gongschlag.[5]
5. Empty Room
Bei dem düsteren Rock-Song kehren drei Akkorde – ohne Refrain oder Bridge – immer wieder. Im Liedtext wird Prince von einer Frau verlassen und fragt sich, wie er diesen leeren Raum füllen kann. „Einsame Herzen, Welten getrennt. Warum müssen sie gebrochen werden? Wenn wir irgendwo sein könnten, um Liebe zu machen“, singt er unter anderem.[1]

## Titelliste und Veröffentlichungen
| 1                            | Copenhagen | 10:06 |
| 2                            | Nagoya     | 8:44  |
| 3                            | Osaka      | 5:40  |
| 4                            | Tokyo      | 5:05  |
| 5                            | Empty Room | 4:01  |
| Spieldauer: 33:36 min.       |            |       |
| Autor aller Songs ist Prince |            |       |

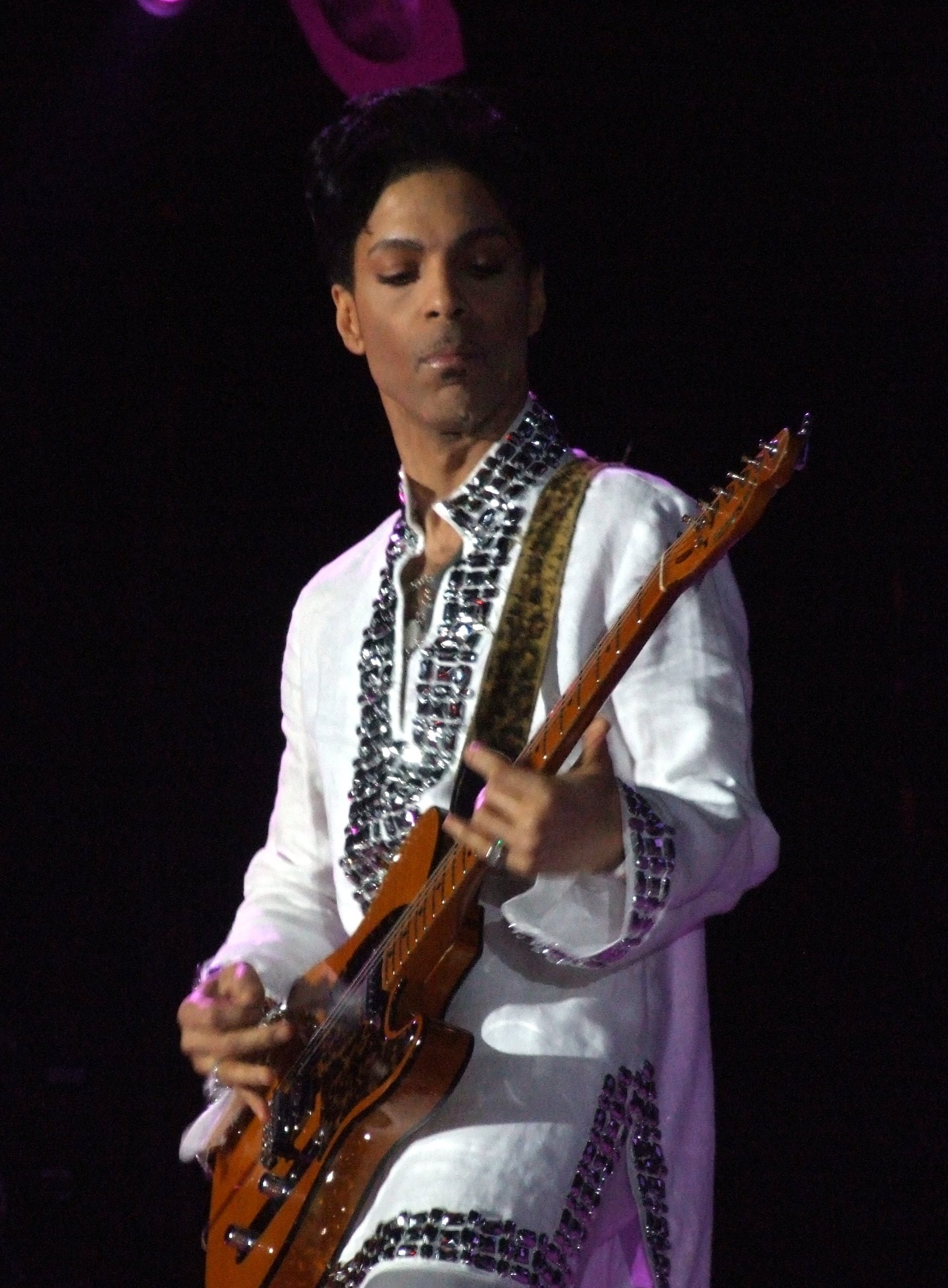
Prince, 2008

C-Note wurde von Prince am 3. Januar 2003 veröffentlicht und war anfangs nur über seine damalige Website NPG Music Club.com als Download käuflich zu erwerben, die er aber im Juli 2006 schloss. Seit dem 3. Dezember 2015 ist das Livealbum bei Tidal als kostenpflichtiger Download verfügbar, seit 2018 auch bei anderen Musikstreaming-Portalen. Auf CD oder LP erschien C-Note bis heute (2025) nicht. Singles wurden nicht ausgekoppelt und Coverversionen von den Albumsongs sind nicht bekannt.
Ursprünglich stellte Prince eine Version von Copenhagen online, die 13:37 Minuten lang war. Diese Version enthielt eine Blechbläser-Interpolation von Jean-Pierre von Miles Davis aus dessen Album We Want Miles aus dem 1982. Vier Tage nach der Veröffentlichung von Copenhagen löschte Prince den Song von seiner Website und stellte dafür eine kürzere Fassung zur Verfügung, die Jean-Pierre nicht enthält. Eine Begründung für seine Entscheidung lieferte er nicht, aber mögliche Urheberrechtsverletzungen könnten dafür verantwortlich gewesen sein.

## Musikvideos
Bereits im Jahr 1994 produzierte Prince ein Musikvideo zu Empty Room, das bis heute (2025) aber nicht offiziell veröffentlicht worden ist. In dem Video ist seine damalige Freundin und spätere Ehefrau Mayte Garcia zu sehen sowie die damaligen Mitglieder von The New Power Generation. Ferner steht auf Prince’ Wange der Begriff „Slave“, weil er sich in dieser Zeit im Streit mit der Schallplattenfirma Warner Bros. Records befand. Die Version zum Musikvideo ist jedoch nicht identisch mit der auf C-Note. Musikvideos zu den Songs Copenhagen, Nagoya, Osaka und Tokyo produzierte Prince nicht.

## Mitwirkende

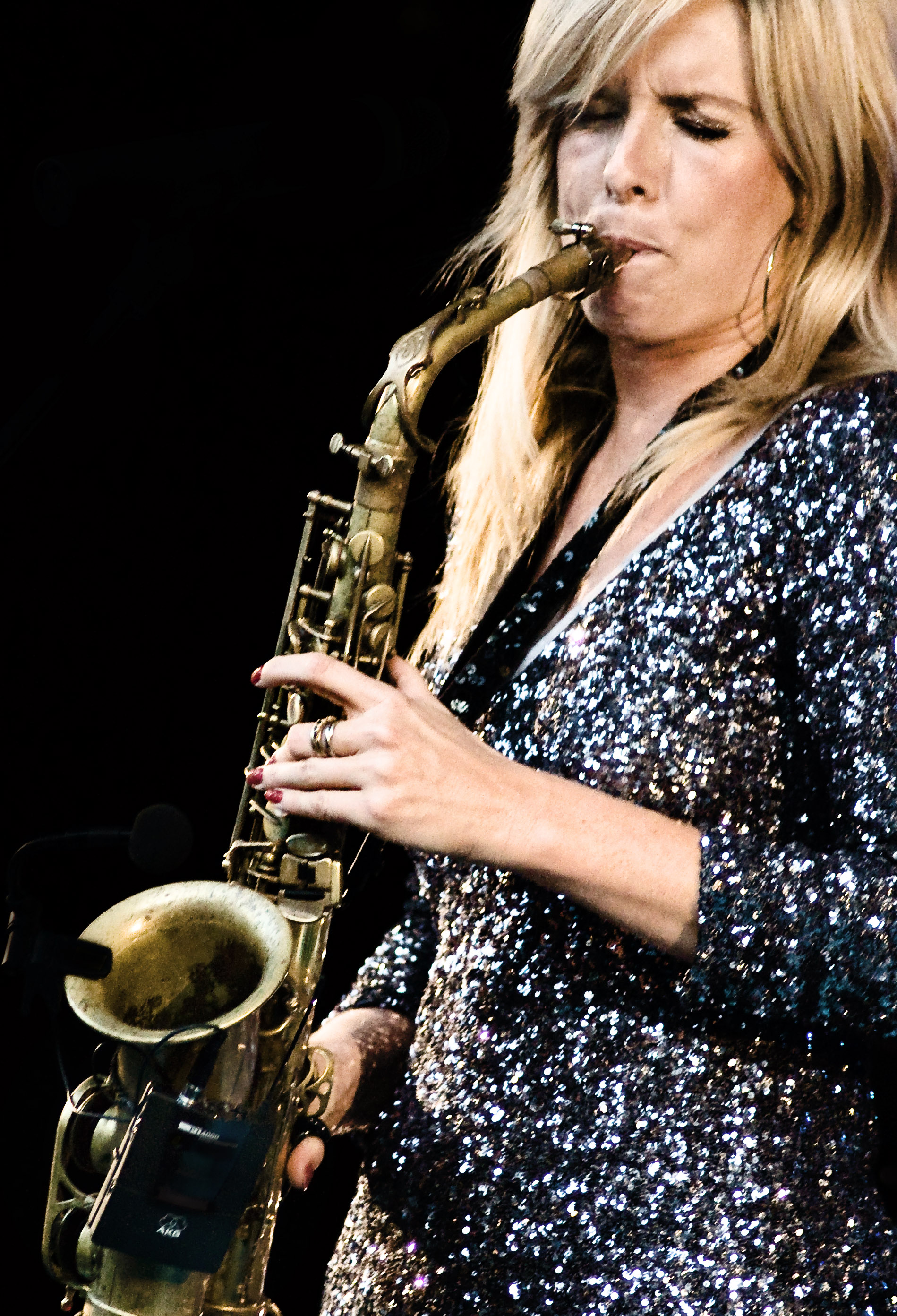
Candy Dulfer, 2008

### Musiker
Alle Songs wurden von Prince arrangiert, komponiert, produziert und vorgetragen. Folgende Personen begleiteten ihn bei der Liveaufnahme:
- Candy Dulfer – Saxophon
- DJ Dudley D – Scratchen
- Eric Leeds – Tenorsaxophon
- Greg Boyer – Posaune
- John Blackwell – Schlagzeug
- Maceo Parker – Saxophon
- Renato Neto – Keyboard
- Rhonda Smith – E-Bass

### Technisches Personal
Für C-Note hatte Prince keine Credits angegeben.
- Scott Pakulski (als „Scottie Baldwin“) – Toningenieur (Uncredited)

## Rezensionen
Im Jahr 2003 war das Interesse der Massenmedien an C-Note äußerst gering, weil das Album nicht in den freien Verkauf gelangte. Zwar wird das Album in mehreren Büchern über Prince erwähnt, aber Rezensionen sind dort nicht zu finden. Erst nach seinem Tod im April 2016 wurde es von Musikkritikern vereinzelt bewertet und bekam negative Kritiken, lediglich der Song Empty Room wurde lobend erwähnt.
Die beiden Musikjournalisten David Wilson und John Alroy rezensierten das Album zwar im Jahr 2003, gaben aber kein endgültiges Urteil ab. Sie waren jedoch enttäuscht und schrieben, C-Note sei ein „weiteres Fanclub-Album, das hastig zusammengeworfen wurde, um Leute zu beruhigen, die das Gefühl hatten, dass sie für ihre 100 Dollar nichts bekommen haben“. Zwar entwickle sich der Song Empty Room von einem „desolaten Anfang zu einem hymnischen Höhepunkt“, aber Prince’ Begleitband The New Power Generation werde auf dem gesamten Album „nicht besonders gut zur Geltung gebracht“. Die Jams basierten entweder auf „einfache Funk-Licks“ wie in Copenhagen oder seien „dezente Stimmungsstücke“ wie Tokyo.
Iman Lababedi von der Website Rock NYC.com zeigte sich sehr enttäuscht und gab dem Album nur die Note „C–“, wobei „A“ die Bestnote ist. C-Note wirke „traurig und selbstverliebt“, Lababedi bezeichnete das Album sogar als „beschissen“. Lediglich „am Ende gibt es das exzellente“ Stück Empty Room, das als einziger Song „die Disziplin“ besitze, „mehr als nur Gedudel zu sein“.
Matt Thorne von The Guardian bewertete das Album nicht, erstellte aber im Jahr 2012 eine Liste der „20 besten Prince-Songs, die du noch nie gehört hast“ und setzte Empty Room auf Platz sechs. Prince habe noch nie ein „Breakup-Album“ wie Blood on the Tracks (1975) von Bob Dylan oder The Boatman’s Call (1997) von Nick Cave and the Bad Seeds geschrieben, aber mit Empty Room komme er an die Songs der genannten Alben nahe heran.
Nach Prince’ Tod im April 2016 platzierte Seth Colter Walls von Pitchfork Media das Stück Empty Room in einer Liste von „25 Last Day Prince Songs, die du in deinem Leben brauchst“. Der Song sei „bei weitem das Beste“ auf C-Note und enthalte eine „gefühlvolle Leadstimme von Prince sowie eines der markerschütternden Gitarrensoli, die er bei seinen späteren Liveauftritten immer häufiger zum Besten“ gegeben habe. Die anderen Stücke von C-Note bewertete Walls nicht.

## Kommerzieller Erfolg

### Chartplatzierungen
Das Album wurde in den internationalen Musikcharts nicht geführt, weil es nur über Prince’ damalige Website NPG Music Club.com käuflich zu erwerben war.

### Musikverkäufe
C-Note wurde ungefähr 10.000 Mal verkauft.